# Религия в СССР (1929—1942)

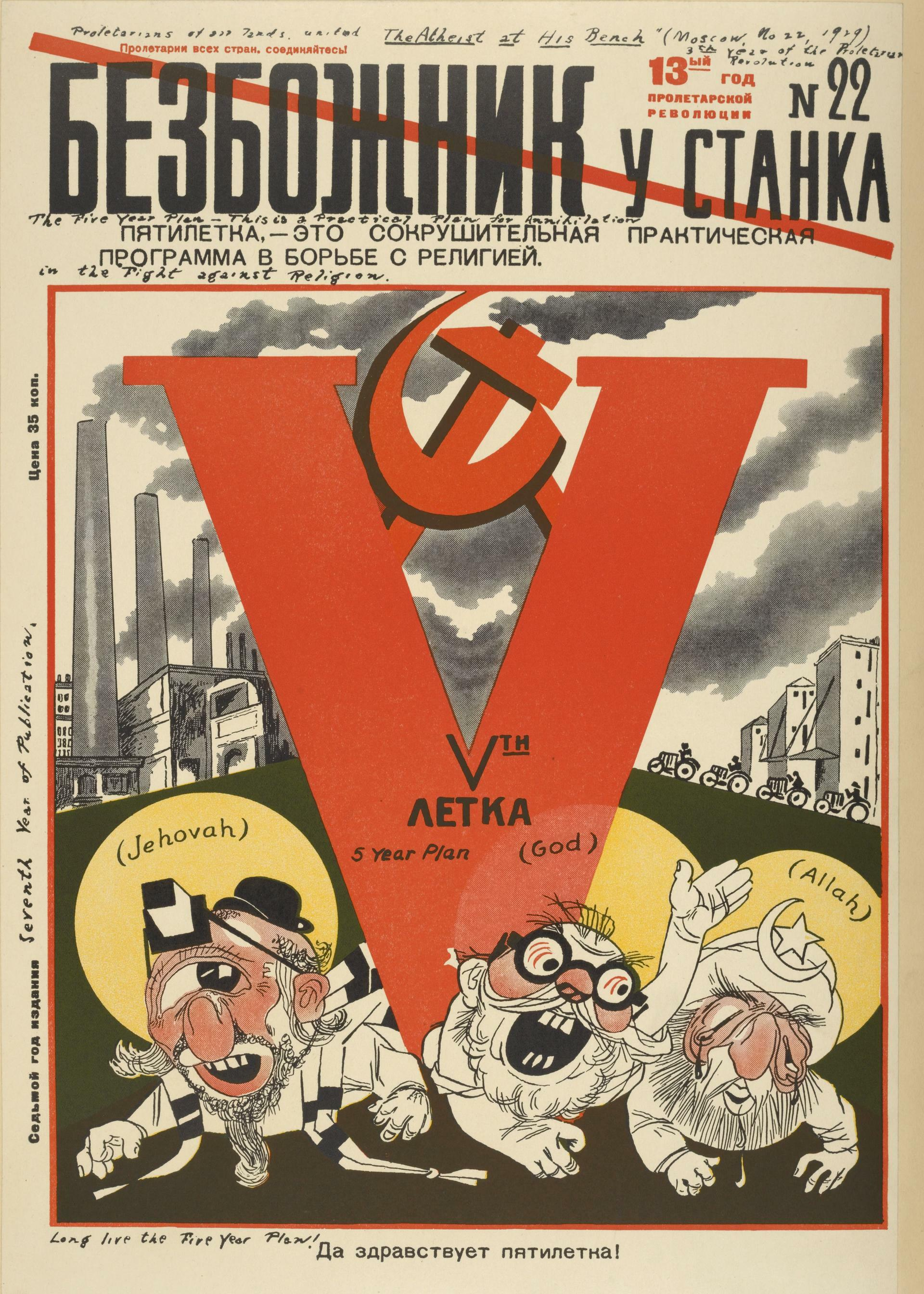
Обложка журнала «Безбожник у станка», пропагандирующая «безбожную пятилетку»

Руководитель СССР Иосиф Виссарионович Сталин (Джугашвили) охарактеризовал 1929 год как год «Великого перелома». В этом году страна претерпела существенные изменения во внутриполитическом и экономическом курсе, связанные с отказом от НЭПа, форсированной коллективизацией и индустриализацией.
Точно так же в 1929 году изменилась политика государства в отношении религии. С этого времени Советское государство окончательно перестало «заигрывать» с какими-либо конфессиями. «Религиозный НЭП», характеризующийся частичной либерализацией, был свернут, началось ужесточение антирелигиозной борьбы. Причём отношение государства к религии становилось всё жёстче и жёстче с каждым годом.
В борьбе с религией пропаганда стала постепенно отходить на второй план, уступая место открытой борьбе с религиозными организациями и репрессиями против верующих. Неслучайно период с 1932 по 1937 годы получил в истории церкви название «безбожной пятилетки».

## Пропаганда

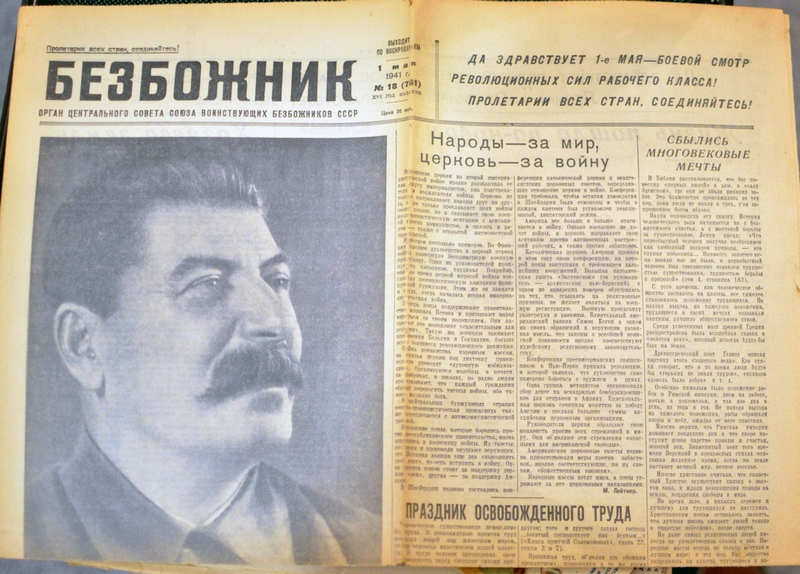
Газета «Безбожник» от 1 мая 1941 года с портретом Сталина

Конец 1920-х — начало 1930-х годов были пиковыми в деятельности всесоюзного антирелигиозного общества «Союз безбожников». Под эгидой этой организации выходили разнообразные антирелигиозные издания (газета «Безбожник», журналы «Безбожник», «Антирелигиозник», «Воинствующий атеизм», «Деревенский безбожник», «Юные безбожники» и другие, выходившие на различных языках народов СССР), организовывались массовые мероприятия, — лекции, демонстрации, диспуты, «антирелигиозные пасхи» и т. д. Общество имело десятки тысяч первичных ячеек на заводах, фабриках, в колхозах, в учебных заведениях. К 1936 году численность организации превысила 5 миллионов человек, в отрядах юных безбожников состояло более 2 миллионов детей.
Активистам этой организации государство предоставляло ряд льгот, дополнительных возможностей для образования и обучения, бесплатные путевки. Для некоторых из них (лекторов, агитаторов, работников управленческого аппарата) атеизм стал профессией.
На состоявшийся в 1929 году II съезд Союза безбожников прибыло 1200 делегатов. С речами на съезде выступили Бухарин, Луначарский, Максим Горький, Демьян Бедный, Владимир Маяковский. Съезд продемонстрировал непримиримую позицию по отношению к религии. Например, поэт В. Маяковский закончил свою речь призывом: «Товарищи, обычно дореволюционные ихние собрания и съезды кончались призывом „с богом“, — сегодня съезд кончится словами „на бога“. Вот лозунг сегодняшнего писателя». Съезд переименовал организацию в «Союз воинствующих безбожников».
Итоги съезда разошлись по регионам страны. «Антирелигиозный фронт в настоящее время является боевым фронтом, и мы должны развернуть свою работу широко», — говорилось в циркуляре Владивостокского горкома ВКП(б) от 13 декабря 1929 год «Об антирелигиозной пропаганде».

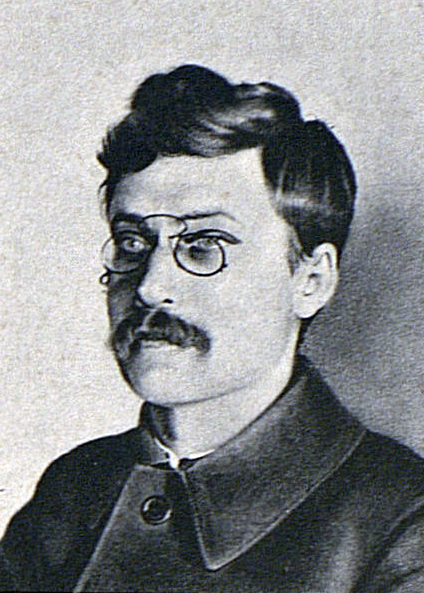
Емельян Ярославский — бессменный руководитель Союза безбожников, идеолог борьбы с религий в СССР

Баптистский пресвитер Г. П. Винс по воспоминаниям матери описывал проведение «безбожной пасхи»: 

В пасхальное воскресенье в 1928 году к молитвенным домам баптистов и молокан, которые были расположены на одной улице в центре Благовещенска, медленно подъехало несколько грузовых машин. На машинах было много молодых людей, одетых в яркие шутовские костюмы: одни изображали бесов с тряпичными хвостами, другие — белых ангелов с крыльями, а один скоморох, одетый в чёрный балахон, изображал дьявола с рогами. Были также ряженые под православных священников в полном облачении, а некоторые были одеты монахами и монахинями в длинных чёрных одеяниях. Все они громко кричали, кривлялись и плясали, борта у грузовиков были опущены и обиты красной тканью.

Машины медленно ехали по городу в сопровождении большой толпы комсомольцев, парней и девушек, уже в обычной одежде. Все они громко хохотали, выкрикивая антирелигиозные лозунги: «Бога нет!», «Религия — опиум для народа!», «Долой Бога!». Сначала эта процессия остановилась около молитвенного дома молокан, массивного каменного здания вместимостью на 1500 человек. Но собрание молокан к тому времени закончилось, все уже разошлись по домам. Участники процессии прокричали несколько антирелигиозных лозунгов перед пустым зданием и двинулись дальше. Молитвенный дом баптистов был тоже большой, вместимостью на 1000 человек. Он был построен капитально, из больших толстых брёвен, ещё в 1910 году. Машины остановились, и часть беснующейся толпы ворвалась во двор молитвенного дома с громкими криками: «Баптисты! Хватит молиться! Выходи на диспут! Бога нет!» Но никто не выходил, было слышно только пение пасхального гимна: «Он жив! Он жив! Собой Он смерть попрал»!
Однако при всём напоре антирелигиозная пропаганда не приносила желаемых плодов. В переписи населения 1937 года 1/3 горожан и 2/3 жителей сельской местности (неанонимно) назвали себя верующими. По данным церковного историка протоиерея Владислава Цыпина, именно результаты переписи повлекли за собой чекистскую «чистку» рядов «Союза воинствующих безбожников». Впрочем, начиная с 1932—1933 годов деятельность этой организации неуклонно шла на спад: власти всё меньше в ней нуждались, предпочитая прямые репрессии «просветительским» методам борьбы с религией.

## Борьба против религиозных организаций
Главными методами борьбы с религиозными организациями стали конфискация зданий храмов, молитвенных домов, мечетей, синагог; лишение религиозных общин и союзов государственной регистрации, закрытие учебных заведений и изданий, а также фактический запрет на какую-либо активность вне церковных стен.
До 1930 года для закрытия любой церкви требовалось согласие Комиссии по делам культов при Президиуме ВЦИК РСФСР. Это существенно препятствовало массовой ликвидации молитвенных зданий.

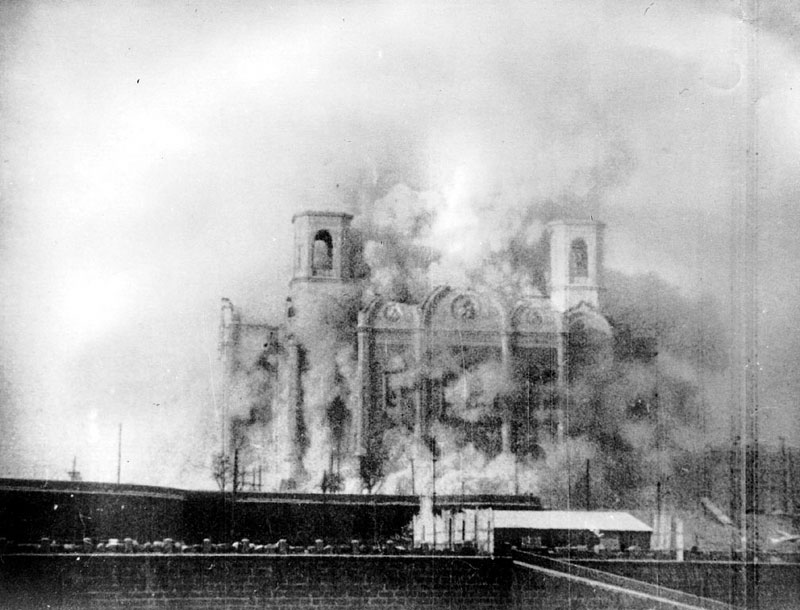
Разрушение Храма Христа Спасителя по приказу Иосифа Сталина (1931)

В 1929 — начале 1930 годов был принят ряд нормативных актов, серьёзно ограничивших права религиозных организаций и духовенства и давший местным властям право закрытия церквей. После этого кампания по закрытию и сносу религиозных зданий стала массовой.
8 апреля 1929 года вышло Постановление ВЦИК и СНК РСФСР «О религиозных объединениях». Этот документ (с внесенными в него позднее дополнениями и изменениями) был основным правовым актом, регулировавшим религиозную жизнь в СССР до самого конца Советской власти.
Новый документ ограничивал деятельность религиозных служителей стенами храмов, монастырей, домов молитвы, мечетей и синагог, а также местом проживания верующих. Запрещалось создавать кассы взаимопомощи, кооперативы, производственные объединения и вообще пользоваться находящимся в их распоряжении имуществом для каких-либо иных целей, кроме удовлетворения религиозных потребностей; оказывать материальную поддержку своим членам; организовывать как специально детские, юношеские, женские молитвенные и другие собрания, так и общие библейские, литературные, рукодельческие, трудовые, по обучению религии и т. п. собрания, группы, кружки, отделы, а также устраивать экскурсии и детские площадки, открывать библиотеки и читальни, организовывать санатории и лечебную помощь.
В мае 1929 года на XIV Всероссийском съезде Советов была принята новая редакция статьи 4-й Конституции РСФСР: вместо «свободы религиозной и антирелигиозной пропаганды» признавалась «свобода религиозных исповеданий и антирелигиозной пропаганды», что законодательно ставило верующих в неравное с прочими гражданами положение. Наконец, 21 мая 1929 года Совнарком СССР принял постановление «О признаках кулацких хозяйств, в которых должен применяться Кодекс законов о труде», в котором одним из признаков кулацкого хозяйства было объявлено хозяйство, принадлежащее служителям культа.
8 июня 1929 года Народный комиссариат труда СССР циркуляром № 188 «О нераспространении законодательства о труде на лиц, обслуживающих религиозные культы» предусматривал, что на лиц, «обслуживающих всякого рода религиозные культы вне зависимости от форм обслуживания, хотя бы получающих вознаграждение (например: певчие, регенты, псаломщики, канцелярские работники в Церковных советах и т. д.)» не распространяются социальное страхование, а также пенсии (кроме сторожей, истопников, лиц, занятых ремонтом и строительством помещений религиозного культа, а также учителей, преподававших в дореволюционное время в церковных школах, если они преподавали также и нерелигиозные предметы).
Циркуляр НКВД РСФСР «Об ответственности служителей культов за совершение религиозных обрядов до регистрации соответствующих событий в органах ЗАГС» от 14 октября 1929 года запрещал служителям культа производить обряды венчания над лицами, не достигшими брачного возраста, выдавать справки о совершении обрядов (крещения, обрезания, погребения, венчания и т. д.); за нарушение этих правил согласно статье 125 Уголовного кодекса («Присвоение себе религиозными или церковными организациями административных, судебных или иных публично-правовых функций и прав юридических лиц») полагались принудительные работы на срок до 6 месяцев или штраф до 700 рублей.
26 января 1930 года Комиссия по вопросам культов при Президиуме ВЦИК РСФСР изменила порядок принятия решений о закрытии церквей. Отныне окончательное решение о ликвидации молитвенного здания принимали краевые и областные исполкомы (для автономных республик, не имеющих деления на округа, был сохранен прежний порядок), а верующие получили лишь право обжаловать их решения в Комиссию по вопросам культов. С этого момента начинается массовое закрытие и уничтожение религиозных зданий.
11 февраля 1930 года ЦИК и СНК СССР издали постановление «О борьбе с контрреволюционными элементами в руководящих органах религиозных объединений», которое предлагало при регистрации религиозных объединений исключать из них «кулаков, лишенцев и иных враждебных советской власти лиц» и не допускать впредь проникновения в эти органы указанных лиц.

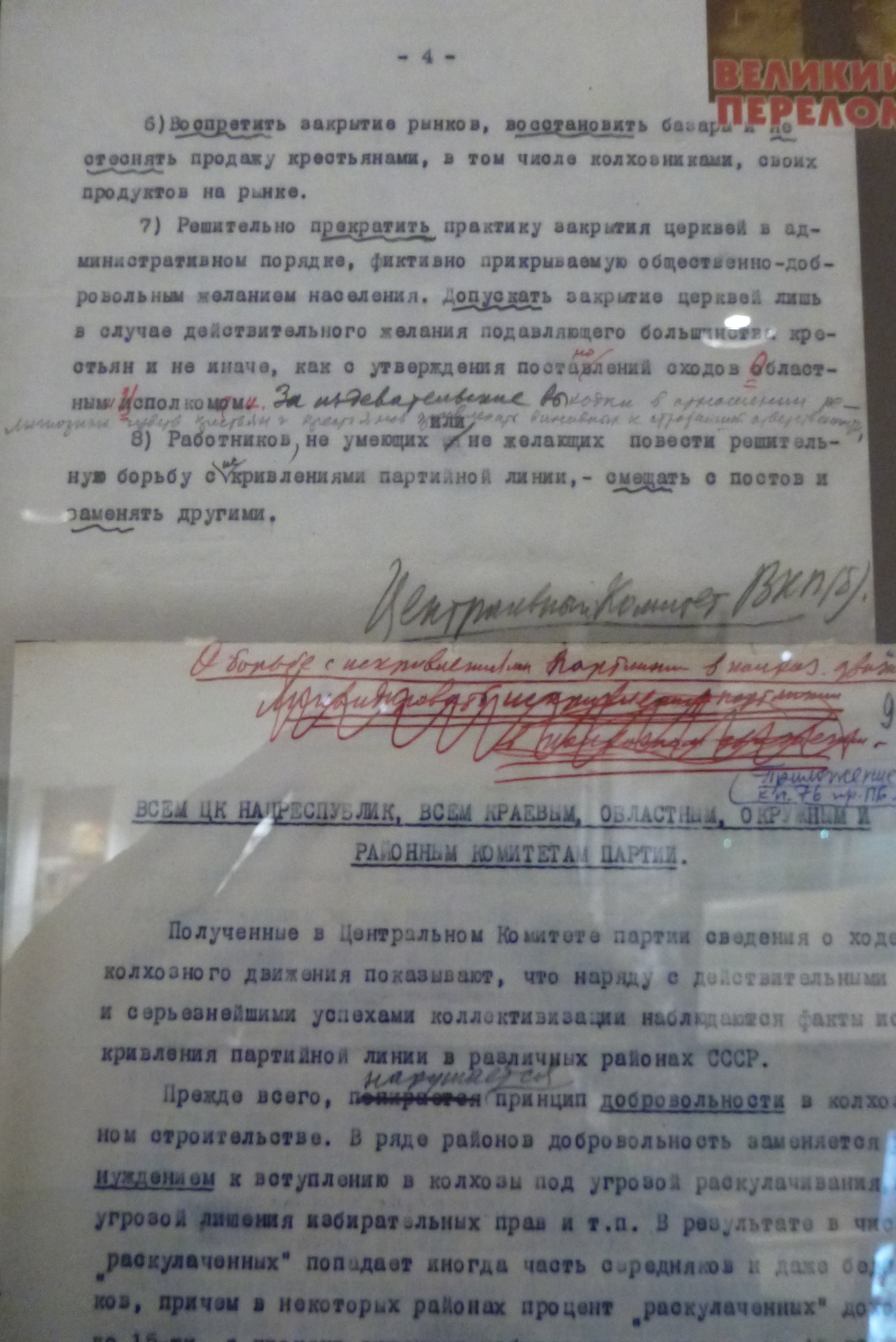
Правки И. В. Сталина на проекте Постановления Политбюро ЦК ВКП(б) от 14 марта 1930 года. В них Сталин требует наказать виновных в издевательствах над чувствами верующих

Вскоре начались массовые выступления против преследований верующих, которые в ряде случаев соединялись с протестами против принудительной коллективизации. Только за 1930 год в СССР было зафиксировано 1487 массовых выступлений на религиозной почве (большинство из них в марте 1930 года — 514 выступлений и в апреле 1930 года — 391 выступление). После выхода статьи И. В. Сталина «Головокружение от успехов» власти пошли на некоторые уступки. Например, 13 октября 1930 года была отменена норма, приравнивавшая священников к кулакам.
В результате кампании по закрытию храмов, молитвенных домов, мечетей и синагог, например, в Ленинградской области из имевшихся до революции 2165 культовых зданий в 1917—1935 году было закрыто 1207. В самом Ленинграде из 421 здания было закрыто 316, в этом городе в бывшем «Доме Спасения» евангельских христиан разместился Дом безбожника. На Дальнем Востоке за три года (1929—1932) из 193 баптистских общин осталось 44, из 118 общин евангельских христиан — 42. Как сообщала костромская газета «Северная правда» (18 января 1930. № 18), из 37 православных храмов Костромы к 1930 году было закрыто 14, ещё 19 планировалось закрыть в течение 1930 года. Одну из церквей планировалось отдать под антирелигиозный музей.
Как отметил историк Татьяна Никольская, если в православии существование общины зачастую прекращалось с закрытием храма, то протестанты чаще просто «уходили в подполье» и начинали скрывать места своих собраний. В связи с чем для выявления сектантов привлекались ячейки «Союза воинствующих безбожников» на местах.
31 декабря 1929 года Комиссией по вопросам культов при Президиуме ВЦИК был принят закон об урегулировании колокольного звона, которое предполагалось осуществлять «в целях удовлетворения ходатайств граждан, сделавшихся особенно многочисленными в связи с переходом на непрерывную производственную неделю, о прекращении или об урегулировании колокольного звона, мешающего как работе, так и отдыху трудящихся», но, исходя из политической целесообразности, только «в тех городах и поселках городского типа, а также крупных торгово-промышленных селах, где большинство предприятий перешло или переходит на непрерывную производственную неделю». Полностью был запрещен трезвон — звон во все колокола. 16 мая 1931 г. Комиссия по вопросам культов при Президиуме ВЦИК постановила «по предоставлении НКФ и Рудметалторгом в Комиссию обстоятельного доклада поручить т. Смидович войти в директивные органы с ходатайством разрешить снятие колоколов с молитвенных зданий, в коих прекращен колокольный звон». Колокольную бронзу предполагалось использовать для изготовления мелкой монеты, не предавая данный факт широкой огласки — официальным был лозунг «Переплавим колокола на провода!».. Переплавка колоколов проводилась в плановом порядке. Так, 8 октября 1930 года ВСНХ СССР вносит в СНК СССР предложение о проведении изъятия колоколов в городах, «где колокольный звон запрещен», причём предлагалось конфисковать «в квартале октябрь-декабрь 1930 года и в январе-июне 1931 не менее 25 тыс. тонн лома колоколов». Затем вышло секретное постановление Совнаркома РСФСР от 14 ноября 1930 года № 122.877с, разосланное председателям краевых (областных) исполнительных комитетов, председателям СНК автономных республик и исполнительных комитетов автономных областей, которое предусматривало «из’ятие излишних колоколов» под предлогом «нужд нашей промышленности (в первую очередь для чеканки мелкой разменной монеты, которая до сих пор чеканилась из импортной меди)». Документ предусматривал изъятие колоколов только в городах и рабочих поселках, причём уточнялось, что «к сбрасыванию колоколов с колоколен следует прибегать лишь в случаях самой крайней необходимости». На местах власти изымали не только колокола. Например, в Западной области вышло постановление, предписывающее с городских кладбищ передать в металлолом «все бесхозяйные могильные металлические решетки и памятники, за исключением тех из них, которые поставлены на могилах выдающихся деятелей в области общественно-политической работы, революционного движения, науки, искусства, а также тех надгробных памятников, которые сами по себе представляют значительную историко-художественную ценность». О масштабах изъятия колоколов на местах говорят следующие цифры. В Западной области на 1 октября 1929 года суммарный вес колоколов составлял 3652 тонны, а на 1 января 1935 года — только 692 тонны.
В общесоюзном масштабе снос кладбищ был регламентирован в 1931 году. Постоянная комиссия при Президиуме ВЦИК по вопросу культов издала 16 октября 1931 года инструкцию «О порядке устройства, закрытия и ликвидации кладбищ и о порядке сноса надмогильных памятников», в которой признавала надмогильные памятники и ограды, поставленные религиозными организациями, культовым имуществом и предписывала при сносе их реализовывать как относящиеся к государственному фонду.
С середины 1930-х гг. снятие колоколов обычно осуществлялось в порядке разнарядки без какого-либо даже формального собрания жителей по вопросу о запрете колокольного звона. Иногда подобные действия приводили к крестьянским бунтам (20-24 января 1935 г. в с. Суморьево Вознесенского района Горьковского края; 27 июня 1935 г. в с. Омутском Суздальского района, 29 июня 1937 г. в с. Губцево Гусь-Хрустального района и др.)..

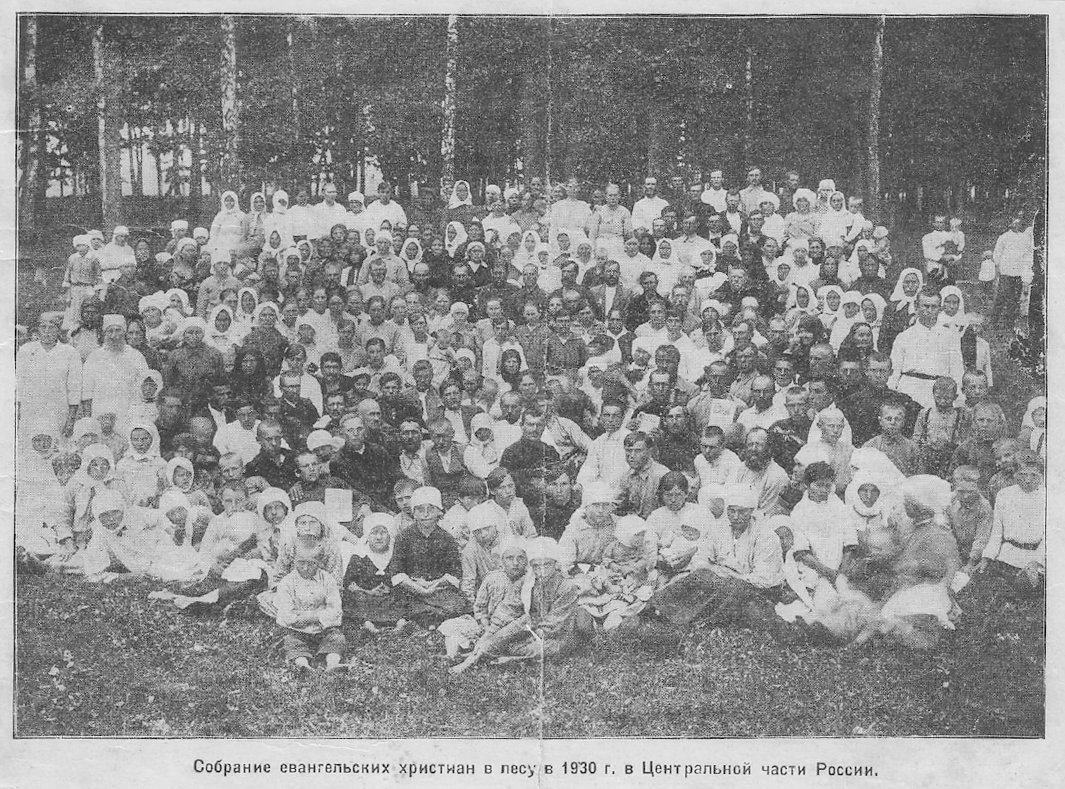
Собрание евангельских христиан в лесу в 1930 году в Центральной части России

В ходе сворачивания НЭПа, большевики решили ликвидировать частное предпринимательство путём обложения налогом в таких размерах, что коммерческая деятельность лишалась всякого смысла либо приносила ощутимый убыток. При этом религиозные организации были приравнены к коммерческим предприятиям, а священнослужители — к предпринимателям. За неуплату налога священнослужители могли быть арестованы, а их приходы закрыты.
Историк Дмитрий Поспеловский приводит в качестве иллюстрации сохранившееся в архивах письмо дочери арестованного священника М. П. Крыловой, адресованное М. И. Калинину (19.11.1930 г.): «Отца — священника Борщовской церкви… Костромского округа… арестовали более месяца назад». Причин не сообщили, сведений нет. Семья обобрана, даже тулуп отобрали. "Когда я, после произведенных над нами бесчинств, спросила у председателя Рогова, что нам делать, он ответил: «Лучше всего идите в наложницы к какому-нибудь мужику». Без имущества и средств к существованию остались больная мать, больная сестра-подросток, брат 10 лет и пишущая письмо, 24-летняя девушка. Судя по её письму, они были обречены на голодную смерть.
Характерен ответ прокурора округа на запрос ВЦИКа по этому делу: «Арестован Крылов и выслан в концлагерь на 5 лет по постановлению… тройки ОГПУ… правильно», ибо агитировал крестьян не вступать в колхозы, «внедряемые евреями, которые хотят закрывать русские церкви».
В 1928—1929 годах перестали выходить протестантские конфессиональные журналы («Баптист», «Баптист Украины», «Евангелист», «Благовестник»). В 1929 году прекратили существование Библейские курсы, организованные И. С. Прохановым в Ленинграде. В том же году был закрыт Федеративный союз баптистов СССР. Позднее он был восстановлен на некоторое время, но после ареста лидеров баптистов в марте 1935 года был закрыт окончательно. Впрочем, Всесоюзный совет евангельских христиан вопреки периодическим арестам руководителей и перерывам в работе всё же «продолжал влачить жалкое существование», по выражению Л. Н. Митрохина.
Схожая ситуация наблюдалась в православной церкви, где в мае 1935 года Временный Патриарший Священный Синод, возглавляемый заместителем Патриаршего местоблюстителя митрополитом Сергием (Страгородским), вынужден был «самоликвидироваться». Двумя неделями раньше «самоликвидировался» обновленческий Священный Синод. В 1937 году, в результате массовых репрессий против духовенства, административный аппарат церкви был фактически уничтожен (подробнее см. в разделе "Репрессии против духовенства и верующих).
Массовая коллективизация сама по себе мало уменьшила посещаемость храмов. Комиссия по делам культов ЦИК СССР в 1936 году дала следующее заключение:

…отношение крестьянства к церкви в районах сплошной коллективизации, за исключением некоторого снижения в посещениях в посевную и уборочную кампании, остается прежним. Такое-же положение, в части отношения крестьянства к церкви, наблюдается и в районах, не имеющих сплошной коллективизации…

## Репрессии против верующих
С конца 1920-х годов волна посадок и расстрелов священнослужителей и религиозных активистов всех конфессий стала нарастать. Принятое 15 февраля 1930 года Постановление правительства «О борьбе с контрреволюционными элементами в руководящих органах религиозных объединений» предписывало местным органам власти усилить контроль за руководителями религиозных общин, исключать из актива «враждебных советскому строю». Так, дальневосточное УГБ НКВД в 1930-е годы сформулировало основные причины, по которым «церковникам и сектантам» можно выносить обвинительный приговор: религиозная пропаганда среди населения; проникновение в советские учреждения городов, в сельские советы; противодействие культурно-политическим мероприятиям партии и государства; агитация против налоговой политики государства; распространение контрреволюционных, провокационных слухов; связь с зарубежными контрреволюционными белоэмигрантскими организациями и иностранными разведками и т. п.

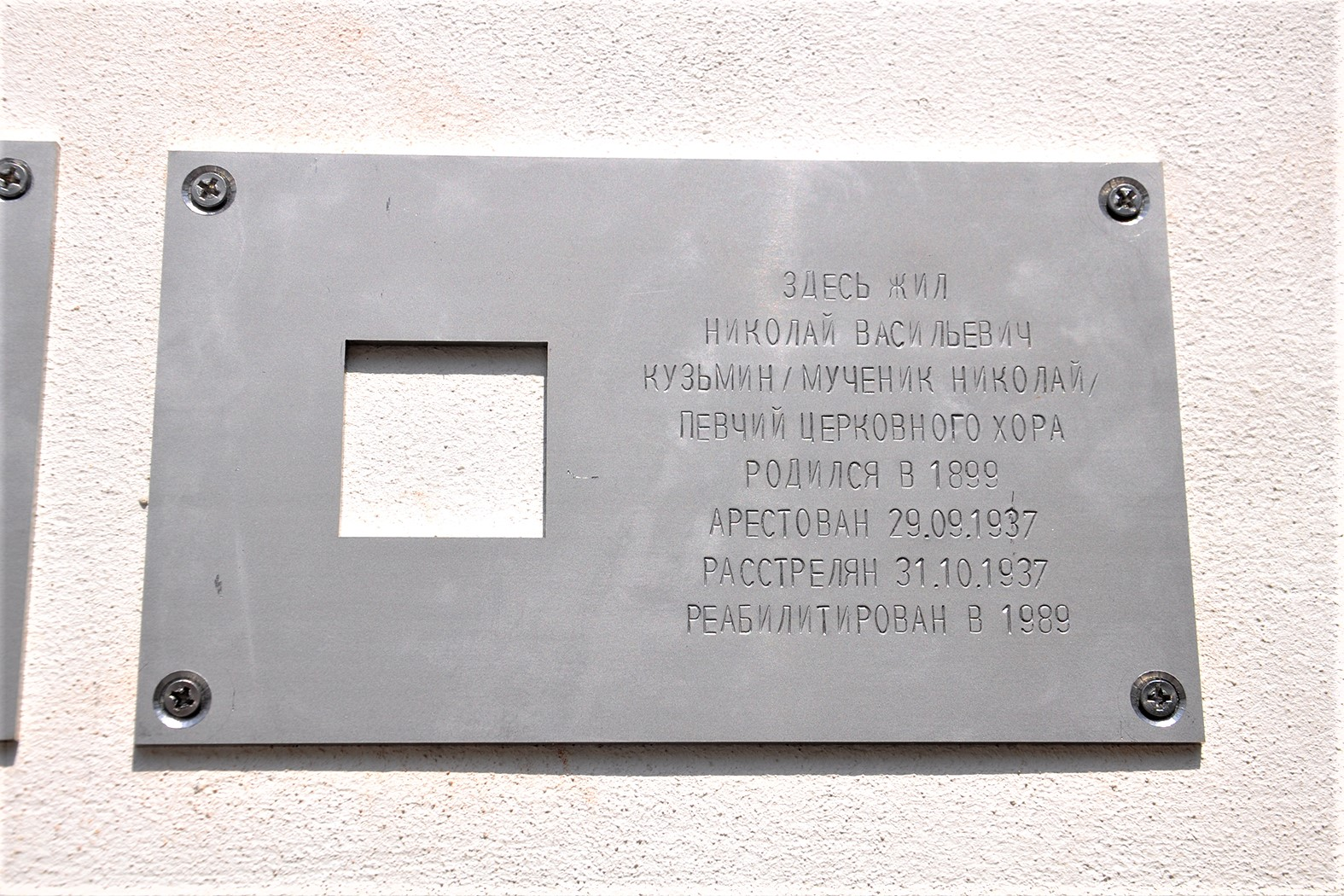
Последний адрес на доме расстрелянного мученика

Пик репрессий против «религиозников» пришёлся на период Большого террора 1937—1938 годов. В 1937 году вышел секретный оперативный приказ НКВД № 00447, в соответствии с которым «церковники и сектантские активисты» были объявлены «антисоветскими элементами», подлежащими репрессиям. Реализация этого приказа началась в августе 1937 года. Однако на пленуме ЦК ВКП(б) в октябре 1937 года возникла дискуссия об опасности религиозных организаций для предстоящих выборов в Верховный Совет СССР. В связи с чем пленум принял директиву НКВД, предписывающую «в ближайшие дни обеспечить оперативный разгром церковного и сектантского контрреволюционного актива».
Интенсификация гонений на верующих осуществлялась под личным контролем Сталина. Так, 13 ноября 1937 года Л. З. Мехлис переадресовал Сталину письмо редактора газеты «Звезда» о вредном влиянии церкви в Белоруссии, и Сталин написал резолюцию: «Т. Ежову. Надо бы поприжать господ церковников». В ответ Ежов направил Сталину обширный материал о ходе репрессий в отношении «церковников и сектантов» на местах. По данным Ежова, в период с августа по ноябрь 1937 года было арестовано 31359 «церковников и сектантов», из них митрополитов и епископов — 166, попов — 9116, монахов — 2173, «церковно-сектантского кулацкого актива» — 19904. Из их числа приговорено к расстрелу 13671 человек, из них епископов — 81, попов — 4629, монахов 934, «церковно-сектантского кулацкого актива» — 7004.
В своем комментарии к этим цифрам Ежов писал: «В результате наших оперативных мероприятий почти полностью ликвидирован епископат православной церкви, что в значительной мере ослабило и дезорганизовало церковь. <…> Вдвое сократилось количество попов и проповедников, что также должно способствовать разложению церкви и сектантов». По мнению Ежова, православные «церковники» (тихоновцы, обновленцы, григорианцы) якобы теперь действовали заодно с «сектантами», ставя «своей задачей создание единого антисоветского фронта». В неопубликованной части записки Ежова содержались предложения о насыщении уцелевших религиозных структур чекистской агентурой, очевидно одобренные Сталиным.
Непрерывающиеся аресты, посадки и расстрелы тянулись на протяжении всего периода 1937—1938 годов. Вследствие того, что основная часть архивных документов о репрессиях в настоящее время остается недоступной для исследователей, точных данных о количестве жертв среди верующих до сих пор нет. По подсчетам историка Дмитрия Поспеловского (имея данные о доле репрессированных среди священников Ленинграда, он проинтерполировал этот показатель на всю страну), за десятилетие (1931—1941 годы) в православии «было ликвидировано или арестовано от 80 до 85 % священников, то есть более 45 тыс.» (речь как о служителях Патриаршей церкви, так и обновленцах). Что касается Северо-Запада РСФСР (Ленинградская область в границах 1937 года и Карелия), то из числа духовенства Московской Патриархии, служившего на приходах на начало 1937 года, известно о расстреле в 1937—1938 годах 804 человек, что составляет 63 % от общего числа и 80 % от числа тех, чьи биографии удалось проследить.
До сих пор не существует даже приблизительных данных о числе жертв среди протестантов. Изданные или публикующиеся в разных регионах страны мартирологи содержат неполную информацию. Так, например, поименный список жертв сталинских репрессий из числа евангельских христиан и баптистов Приморского края, приведенный в книге Андрея Дементьева «Авен-Езер: Евангельское движение в Приморье 1898—1990 годы» (список далеко не полный, как предупреждает автор), включает 108 человек. Из них 88 казнены через расстрел. Это составляло 5-10 % от общего количества евангельских христиан и баптистов в этом регионе.

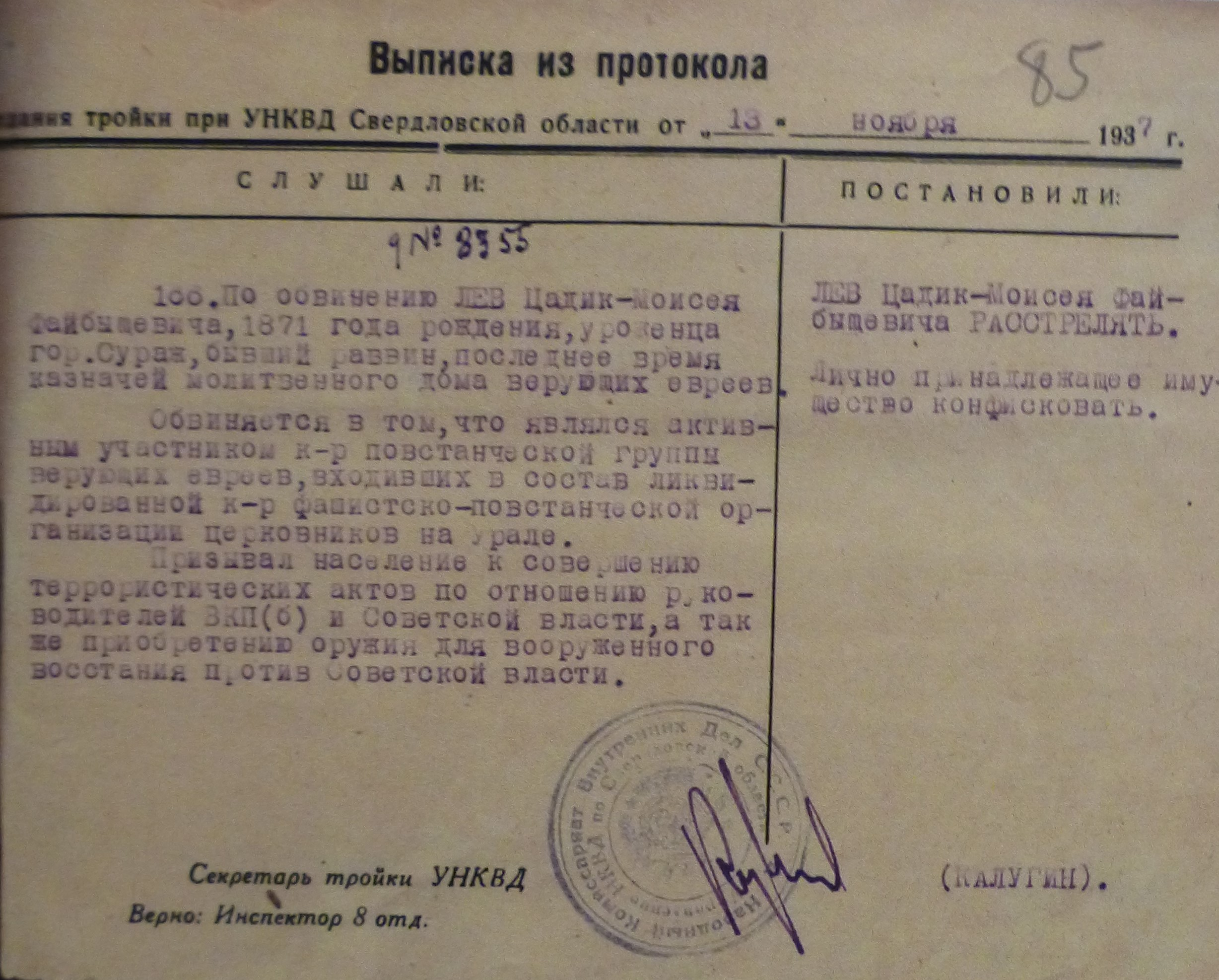
Выписка из протокола заседания тройки Управления НКВД по Свердловской области от 13 ноября 1937 года о расстреле казначея иудейской общины Свердловска бывшего раввина Льва

При проведении репрессий в 1937—1938 годах органы НКВД объединяли в «повстанческие организации» духовных лиц разных конфессий. Так, в Свердловской области был расстрелян бывший раввин Свердловска Лев, который был объявлен «активным участником к-р повстанческой группы верующих евреев, входивших в состав ликвидированной к-р фашистско-повстанческой организации церковников на Урале».
Однако несмотря на репрессии большинство населения СССР в конце 1930-х годов составляли верующие. Перепись 1937 года показала, что из 98,4 млн жителей Советского Союза в возрасте от 16 лет и старше 55,3 млн человек назвали себя верующими (из них 41,6 млн причислили себя к православным).

## Теория «церковной оттепели» 1939 года
В 1999 году в журнале «Наш современник», а также некоторых коммунистических и «патриотических» СМИ были опубликованы утверждения о том, что уже в 1939 году курс сталинского государства по отношению к православной религии и Церкви радикально «потеплел». Основанием для такого утверждения стал ряд партийных и государственных документов (включая «Выписку из протокола № 88 заседания Политбюро ЦК ВКП(б) от 11 ноября 1939 года»), которые якобы были обнаружены журналистом В. М. Марковым при публикации мемуаров маршала СССР Д. Т. Язова. Эта информация была многократно озвучена так называемыми «православными сталинистами» (включая некоторых священников РПЦ). Позднее информация из публицистики попала в некоторые более серьёзные научно-исторические исследования.
Однако это утверждение опровергается рядом авторитетных историков. Так, например, академик Л. Н. Митрохин, цитируя текст выпущенного в 1940 году «Антирелигиозного учебника», утверждал: «желание родных властей окончательно „добить контрреволюционное духовенство“ <…> в полной мере сохранилось».
Другой известный историк, И. А. Курляндский, в своей книге «Сталин, власть, религия», посвятил этому вопросу целую главу в 27 страниц. Курляндский привёл историю современных публикаций об «оттепели» 1939 года и на основании источниковедческого анализа сделал вывод о том, что утверждения построены не на реальных исторических документах, а на «грубых фальшивках». По его мнению, эти материалы «являются подлогами, грубо сфабрикованными в конце 1990-х годов для достижения грязных политических целей — формирования и внедрения в общественное сознание мифа о расположенности Сталина к Церкви и православной религии, создания положительных образов „православного“ Сталина и „патриотического“ сталинского руководства. Соответственно, все сюжеты в историографии, в учебных пособиях и хрестоматиях, толкующие о радикальном изменении государственно-церковного курса до войны, не соответствуют действительности».

## Религия в СССР в 1939—1941 годах
После начала Второй Мировой войны к СССР в 1939—1940 годах были присоединены Западная Украина, Западная Белоруссия, Бессарабия, республики Прибалтики. На них сохранилось немало действующих религиозных приходов — православных, протестантских, католических и иудейских.
Так, только на территории Восточных воеводств Польши, присоединённых (кроме Виленского края) к СССР, по данным польского статистического ежегодника в 1939 году проживали следующие группы населения:
- 4734,9 тысяч католиков (36,4 % населения);
- 3514,7 тысяч православных (26,9 % населения);
- 3273,3 тыс. греко-католиков (25,1 % населения);
- 1269,1 тыс. иудаистов (9,7 % населения);
- 105,5 тысяч евангелистов;
- 87,9 тысяч христиан иных исповеданий.
- 17,9 тысяч атеистов и лиц, исповедовавших иные религии.

Из этих цифр видно, что в 1939 году советское население пополнили миллионы верующих. С ними приходилось считаться.
Советская религиозная политика на новых землях в 1939—1941 годах значительно отличалась от политики на остальной территории СССР. На новых землях политика была более осторожной: прекратилось преподавание религии, велась атеистическая пропаганда, у верующих изымались отдельные здания, духовенство облагалось высокими налогами. Тем не менее к июню 1941 года подавляющее большинство культовых зданий на новых территориях оставалось у верующих.
В остальной части СССР продолжалось закрытие уже немногочисленных культовых зданий. В Пскове в марте 1941 года закрыли последнюю православную церковь, а многие деревенские священнослужители, по словам доктора исторических наук Бориса Ковалёва, были вынуждены работать скотниками, бухгалтерами, пастухами, конюхами.
Закрытие культовых зданий в 1939—1941 годах касалось не только православных, но и религиозных общин иных исповеданий. Историк Иманутдин Сулаев на материале Дагестана установил, что в 1941 году было закрыто 8 мечетей.
Также продолжались в 1939—1941 годах репрессии в отношении духовенства и верующих. Например, в 1940—1941 годах НКВД Казахской ССР сфабриковало дело «Цепь Корана» в отношении представителей мусульманского духовенства и верующих из Казахской, Туркменской, Узбекской и Таджикской ССР и РСФСР. Привлекаемых лиц обвинили в создании «панисламистской повстанческой организации». Подозреваемыми по делу проходили 237 человек (мусульманские духовные лица, представители дореволюционной светской элиты). Их обвиняли в том, что они хотели создать на территории Средней Азии государство, основанное на принципах шариата во главе с мусульманским духовенством при вооружённой помощи «капиталистических мусульманских государств против кяфиров-большевиков и советской власти». По версии следствия, эта повстанческая организация была связана с разведками мусульманских стран (Ирана, Саудовской Аравии, Турции), Великобритании и Франции. По делу были арестованы 70 человек, из которых 12 были расстреляны.

### Религия и советская власть на новых территориях СССР (1939—1941 годы)
С первых недель после присоединения советская власть начала борьбу с религией на новых территориях: с помощью налогов, запрета религиозного образования, изъятия культовых зданий и массированной атеистической пропаганды. Так в Литве уже 1 июля 1940 года запретили занятия по религии в школах (с увольнением преподавателей религиозных дисциплин), хотя учебные заведения в этой республике были национализированы только 8 и 24 августа 1940 года. 16 июля 1940 года был закрыт факультет теологии и философии университета Витаутаса Великого.
На новых землях в 1939—1941 годах была развернута атеистическая пропаганда. В Западной Белоруссии ее стали вести Союз воинствующих безбожников и партийные комитеты фактически с мая 1940 года. Основной формой антирелигиозной пропаганды были доклады и лекции, темы которых подбирались и утверждались районными комитетами партии по рекомендациям Центрального Совета Союза воинствующих безбожников. До февраля 1941 года антирелигиозные лекции читали в основном «восточники» (ученые, преподаватели вузов, лекторы из Союза воинствующих безбожников, коммунисты, комсомольцы), причем проводили они их только на русском языке. Антирелигиозные лекции в Западной Белоруссии первые месяцы были бесплатными (в СССР за их посещение плата была введена 14 ноября 1938 года решением ЦК ВКП(б)). В июне 1940 года лекции стали платными — решение ЦК ВКП(б) было распространено на Западную Белоруссию. Антирелигиозные лекции проводили обычно перед важнейшими религиозными праздниками. Например, перед православной Пасхой читали лекции «О происхождении и классовой сущности религии», «Происхождение и вред Пасхи», к осенним еврейским праздникам — «Откуда появились еврейские религиозные праздники», «Религиозные праздники — пережиток капитализма». В основном антирелигиозная пропаганда велась в областных и районных центрах и практически отсутствовала в сельской местности. Также была организована продажа антирелигиозной литературы.
10 февраля 1941 года вышло Постановление Центрального комитета Коммунистической партии большевиков Белоруссии «О состоянии антирелигиозной пропаганды в западных областях БССР», которое резко ужесточило антирелигиозную пропаганду, открыв ее новый этап в Западной Белоруссии. Постановление внесло ряд новшеств:
- областные, городские и районные комитеты партии были обязаны отобрать из населения Западной Белоруссии кандидатов на должности антирелигиозных лекторов и направить их на курсы, организуемы областными комитетами партии.

С марта 1941 года увеличилось количество антирелигиозных лекций в селах Западной Белоруссии. Власти давали указания об организации «библиотечек антирелигиозника», читках антирелигиозных журналов, создании при библиотеках «уголков безбожников».
Советский режим труда и отдых, введенный на новых землях, объективно препятствовал соблюдению религиозных праздников. С 7 августа 1940 года (в том числе на западных землях) была введена 7-ми дневная рабочая неделя с плавающим выходным днем, что, например, лишало возможности местных евреев праздновать Шаббат.
В 1939—1941 года на новых землях религиозные здания отбирали у верующих. В некоторых религиозных зданиях разместили советские школы — введение всеобщего школьного обучения требовало новых помещения. Кроме того, из школ на новых землях были убраны все религиозные предметы, а сами дети были обязаны учиться в том числе в дни религиозных праздников. В Западной Белоруссии в 1939—1941 годах велась агрессивная антирелигиозная политика: запретили религиозные школы, в общеобразовательных учебных учреждениях ввели уроки атеизма, у верующих изымали здания синагог и молитвенных домов.